# Emirates Club
El Emirates Club es un equipo de fútbol de los Emiratos Árabes Unidos que participa en la División 1 de EAU, el segundo campeonato de fútbol más importante del país.

## Historia
Fue fundado en 1969 en el emirato de Ras Al Khaimah por la fusión de los equipos Omán y Al Qadisiya por medio de los Jeques Ahmed bin Saqr al-Qassimi y Mohammed bin Kayed Al Qasimi, los cuales querían que un solo equipo representara al emirato de Ras Al Khaimah.
Lo hicieron por la recomendación del Gran Jeque Saud bin Saqr al Qasimi, mandatario del emirato.

## Palmarés
- División 1: 6

1977–78, 1983–84, 1996–97, 2002–03, 2012–13, 2019–20
- Copa Presidente de Emiratos Árabes Unidos: 1

2009–10
- Supercopa de los Emiratos Árabes Unidos: 1

2010

## Participación en las Competiciones de la AFC
| Temporada | Torneo                      | Ronda   | Club      | Casa | Visita | Global   |
| --------- | --------------------------- | ------- | --------- | ---- | ------ | -------- |
| 2011      | Liga de Campeones de la AFC | Grupo D | Zob Ahan  | 0–1  | 1–2    | 3° Lugar |
| 2011      | Liga de Campeones de la AFC | Grupo D | Al-Rayyan | 2–0  | 0–2    | 3° Lugar |
| 2011      | Liga de Campeones de la AFC | Grupo D | Al-Shabab | 2–1  | 1–4    | 3° Lugar |

## Entrenadores desde 1981
| - Zoran Đorđević (1981–82) - Akram Ahmad Salman (1996-1997) - Óscar Aristizábal (2002-2004) - Reinhard Fabisch (2005–07) - Mauricio (2008) - Ebrahim Ghasempour (2009) - Ahmed Al-A'ajlani (2009-10) - Ghazi Ghrairi (2010-11) - Khaled Al Suwaidi (2011) - Lotfi Benzarti (2012) - Júnior dos Santos (2012-13) - Sérgio Alexandre (2013) - Eid Barout (2013) - Paulo Comelli (2013-16) - Theo Bücker (2016) | - Noureddine Abidi (2016) - Ivan Hašek (2016-17) - Noureddine Abidi (2017-18) - Nour Al Obaidi (2018) - Nizar Mahrous (2018) - Jalal Qaderi (2018-19) - Eid Barout (2019) - Gjoko Hadžievski (2019-21) - Tarik Sektioui (2021) - Ayman El Ramady (2021-22) - Fathi Al-Obeidi (2022-23) - Mohammad Al-Jalboot (2023) - Lluís Planagumà (2023) - Walter Zenga (2024) - Benito Carbone (2024-25) - Menahem Hitscof (2025- |

## Jugadores destacados
| - Hadj Bouguèche - Karim Kerkar - Germán Arangio - Alhassane Keita - Reza Enayati - Hossein Kaebi - Javad Kazemian - Rasoul Khatibi - Pejman Nouri - Néstor Ortigoza - Maziar Zare | - Amer Deeb - Álvaro Martínez - Mustapha Hadji - Mustafa Muosawda'a - Abass Lawal - Alo Ali - Abdullah Malallah - Aleksandr Geynrikh - Jasur Hasanov - Giovani Dos Santos - Andres Iniesta |